# Rhamphomyia multisinuosa
Rhamphomyia multisinuosa är en tvåvingeart som beskrevs av Frey 1950. Rhamphomyia multisinuosa ingår i släktet Rhamphomyia och familjen dansflugor. Inga underarter finns listade i Catalogue of Life.